# Shalysa Wray
Shalysa Wray (6 maggio 1999) è una velocista caymaniana.

## Biografia
Nata sull'isola di Grand Cayman, Wray è stata ingaggiata a competere nei circuiti NCAA dalla Kansas State University.
Nel 2021 ha preso parte ai Giochi olimpici di Tokyo 2021, fermandosi in batteria della gara dei 400 metri ostacoli.

## Palmarès
| Anno | Manifestazione          | Sede         | Evento      | Risultato  | Prestazione | Note                                     |
| ---- | ----------------------- | ------------ | ----------- | ---------- | ----------- | ---------------------------------------- |
| 2015 | Mondiali U18            | Cali         | 100 m piani | Batteria   | 12"40       |                                          |
| 2015 | Mondiali U18            | Cali         | 200 m piani | Batteria   | 25"01       |                                          |
| 2018 | Mondiali U20            | Tampere      | 400 m piani | Semifinale | 54"32       |                                          |
| 2019 | Campionati NACAC U23    | Querétaro    | 200 m piani | 4ª         | 24"39       |                                          |
| 2021 | Campionati NACAC U23    | San José     | 400 m piani | 4ª         | 54"42       |                                          |
| 2021 | Giochi olimpici         | Tokyo        | 400 m piani | Batteria   | 53"61       |                                          |
| 2022 | Giochi del Commonwealth | Birmingham   | 400 m piani | Batteria   | 53"92       |                                          |
| 2023 | Giochi CAC              | San Salvador | 400 m piani | Batteria   | 55"68       |                                          |
| 2024 | Mondiali indoor         | Glasgow      | 400 m piani | Batteria   | 55"82       | Miglior prestazione personale stagionale |